# 理查德·斯普鲁斯
理查德·斯普鲁斯（Richard Spruce，1817年9月10日—1893年12月28日）为英国植物学家.并为倫敦林奈學會的创始者。理查德·斯普鲁斯曾用了15年的时间探索亚马逊地区，是去往该地的第一批欧洲人。